# روبرت مانويل
روبرت مانويل (بالفرنسية: Robert Manuel)‏
```
هو 
مخرج
 
وممثل
 
فرنسي
، ولد في 7 سبتمبر 1916 
بباريس
 في 
فرنسا
، وتوفي في 9 ديسمبر 1995 في 
فرنسا
.
```

## أعمال

### أفلام
- (1964) الزنبقة السوداء

## وصلات خارجية
- روبرت مانويل على موقع IMDb (الإنجليزية)
- روبرت مانويل على موقع ألو سيني (الفرنسية)
- روبرت مانويل على موقع ميوزك برينز (الإنجليزية)
- روبرت مانويل على موقع أول موفي (الإنجليزية)
- روبرت مانويل على موقع قاعدة بيانات الأفلام السويدية (السويدية)
- روبرت مانويل على موقع ديسكوغز (الإنجليزية)
- روبرت مانويل على موقع قاعدة بيانات الفيلم (الإنجليزية)
- روبرت مانويل على موقع كينوبويسك (الروسية)